# Nematocisto

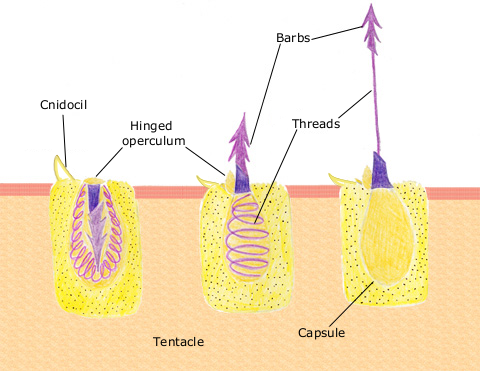
Mecanismo de descarga do nematocisto

O nematocistos (do grego nematos, fio) é a denominação dada a qualquer tipo de organela ou cápsula aderente que ocorre em todas as classes de celenterados exceto a Ctenophora. São distribuídos nos tentáculos em especial nas células epideriais ou cnidoblastos.
Os nematocistos se abrem quando tocados e liberam substâncias tóxicas como a tetramina, a histamina, a serotonina e a 5-hidroxitriptamina. Essas substâncias afetam o SNC causando hemólise, insuficiência renal, erupções cutâneas, urticária, bolhas, necrose, dor etc.